# Monumento a Colón (Central Park)

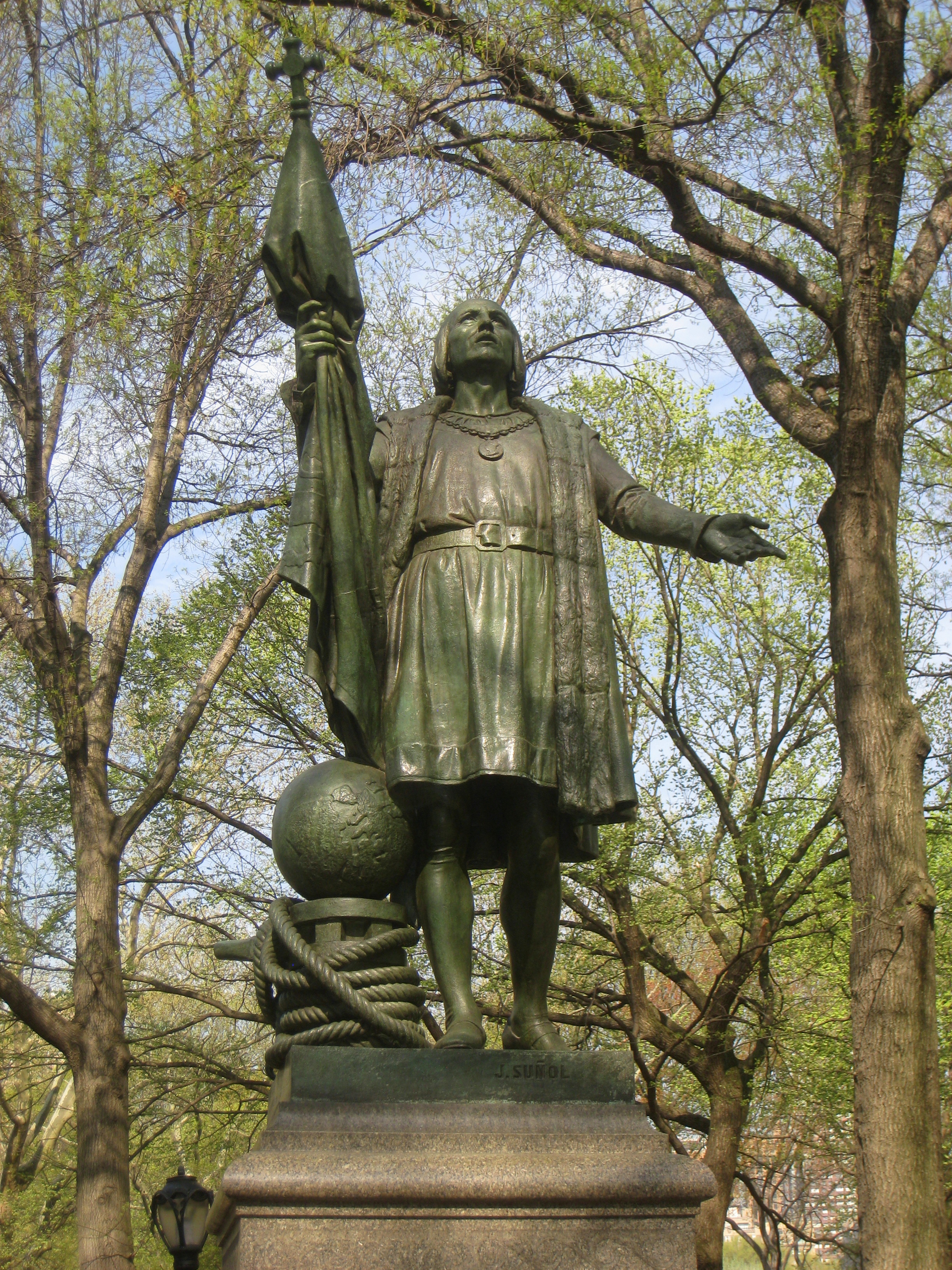
Imagen del monumento.

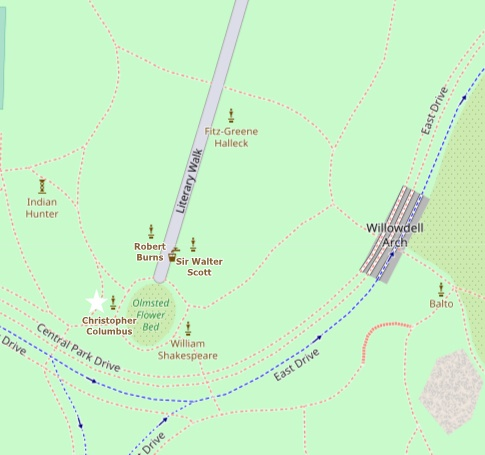
Plano de situación.

El monumento a Colón es una estatua monumental dedicada al navegante Cristóbal Colón, situada en el parque de Central Park, en Manhattan, en Nueva York, EE. UU.

## Descripción
Esta estatua es una copia en bronce de la realizada por el escultor español Jerónimo Suñol y Pujol y que está situada en la plaza de Colón de la ciudad española de Madrid.
La escultura muestra al descubridor de pie, con las armas extendidas, mirando al cielo en gratitud por el exitoso viaje.

## Historia
En 1892, la escultura fue donada al Central Park por la New York Genealogical and Biographical Society en conmemoración del IV Centenario de la llegada a América de Cristóbal Colón. Fue inaugurado el 12 de mayo de 1894 por el vicepresidente Adlai E. Stevenson I.

## Vandalismo
En agosto de 2017, la estatua fue vandalizada con pintura roja y grafiti con las frases "Hate will not be tolerated" (El odio no será tolerado) y '#somethingscoming" (algo viene). Fue restaurada poco después.